# Comuna Tidaholm
Tidaholm (Tidaholms kommun) este o comună din comitatul Västra Götalands län, Suedia, cu o populație de 12.565 locuitori (2013).

## Geografie

### Zone urbane
Lista celor mai mari zone urbane din comună (anul 2015) conform Biroului Central de Statistică al Suediei:
| Nr | Zona urbană | Pop.  |
| -- | ----------- | ----- |
| 1  | Tidaholm    | 8.175 |
| 2  | Ekedalen    | 481   |
| 3  | Madängsholm | 411   |

## Demografie
| \| Evoluția demografică în comuna Tidaholm, 1970–2015 \| Evoluția demografică în comuna Tidaholm, 1970–2015 \| Evoluția demografică în comuna Tidaholm, 1970–2015 \| Evoluția demografică în comuna Tidaholm, 1970–2015 \| Evoluția demografică în comuna Tidaholm, 1970–2015 \| \| ----------------------------------------------------------------------------------------------------- \| -------------------------------------------------- \| -------------------------------------------------- \| -------------------------------------------------- \| -------------------------------------------------- \| \| An \| \| \| Locuitori \| \| \| 1970 \| 1970 \| \| 12694 \| 12694 \| \| 1975 \| 1975 \| \| 12965 \| 12965 \| \| 1980 \| 1980 \| \| 13069 \| 13069 \| \| 1985 \| 1985 \| \| 13027 \| 13027 \| \| 1990 \| 1990 \| \| 13283 \| 13283 \| \| 1995 \| 1995 \| \| 13249 \| 13249 \| \| 2000 \| 2000 \| \| 12694 \| 12694 \| \| 2005 \| 2005 \| \| 12535 \| 12535 \| \| 2010 \| 2010 \| \| 12572 \| 12572 \| \| 2015 \| 2015 \| \| 12669 \| 12669 \| \| Sursa: SCB - Statistika Centralbyrån, Folkmängd efter region, civilstånd, ålder och kön. År 1968–2016 \| \| \| \| \| |      |  |           |       |
| Evoluția demografică în comuna Tidaholm, 1970–2015 |      |  |           |       |
| An |      |  | Locuitori |       |
| 1970 | 1970 |  | 12694     | 12694 |
| 1975 | 1975 |  | 12965     | 12965 |
| 1980 | 1980 |  | 13069     | 13069 |
| 1985 | 1985 |  | 13027     | 13027 |
| 1990 | 1990 |  | 13283     | 13283 |
| 1995 | 1995 |  | 13249     | 13249 |
| 2000 | 2000 |  | 12694     | 12694 |
| 2005 | 2005 |  | 12535     | 12535 |
| 2010 | 2010 |  | 12572     | 12572 |
| 2015 | 2015 |  | 12669     | 12669 |
| Sursa: SCB - Statistika Centralbyrån, Folkmängd efter region, civilstånd, ålder och kön. År 1968–2016 |      |  |           |       |